# Сазонов Сергій Васильович (комуністичний діяч)
Сергій Васильович Сазонов (30 вересня 1907, місто Наро-Фомінськ або місто Москва Московської губернії, тепер Московської області, Російська Федерація — 26 квітня 1994, місто Москва, Російська Федерація) — радянський партійний діяч, 2-й секретар та член Бюро ЦК КП(б) Естонії. Депутат Верховної Ради СРСР 2-го скликання.

## Біографія
Народився в селянській родині. Втратив матір у дитинстві, виховувався в родині бідної селянки біля Наро-Фомінська. У 1920 році закінчив початкову сільську школу. З 1920 по 1922 рік виховувався в дитячому будинку Москви, навчався в школі ІІ-го ступеня.
Наприкінці 1922 року поступив до професійно-технічної школи поліграфічного видавництва «Юний робітник—комунар» у Москві. Після закінчення навчального курсу в школі-друкарні, залишився до 1927 року працювати у цьому видавництві друкарським робітником та майстром. У 1923 році вступив до комсомолу. У 1927 році став кандидатом у члени ВКП(б).
У 1927—1929 роках працював набірником в друкарнях «Огонек» і «Московский печатник».
З лютого 1929 по лютий 1930 року — інструктор-статистик Центрального статистичного управління СРСР у Москві.
Член ВКП(б) з 1929 року.
У лютому 1930 — липні 1931 року — служба в Червоній армії. Був молодшим командиром і секретарем партійної організації окремої автошколи Московської пролетарської стрілецької дивізії.
З серпня 1931 року навчався в Московському плановому інституті, закінчив три курси. Потім був зарахований у нещодавно створений Московський інститут народногосподарського обліку, який закінчив у 1936 році.
Одночасно, в серпні 1931 — 1937 року — економіст, старший економіст Державної планової комісії при РНК СРСР, старший економіст Центрального управління народногосподарського обліку при РНК СРСР.
У листопаді 1937 — квітні 1939 року — заступник завідувача відділу спеціального машинобудування, завідувач відділу машинобудування, завідувач відділу хімічної промисловості, начальник відділу спецобліку та секретар партійного комітету Центрального управління народногосподарського обліку при РНК СРСР.
У травні 1939 — березні 1941 року — 1-й секретар Красногвардійського районного комітету ВКП(б) міста Москви.
У березні 1941 — 1943 року — секретар Московського міського комітету ВКП(б) з місцевої промисловості.
У 1943 — листопаді 1944 року — заступник секретаря Московського міського комітету ВКП(б) з місцевої промисловості.
2 грудня 1944 — 10 липня 1948 року — 2-й секретар та член Бюро ЦК КП(б) Естонії.
10 липня 1948 — 31 травня 1950 року — завідувач Планово-торгово-фінансового відділу ЦК ВКП(б).
У 1950—1951 роках — інспектор ЦК ВКП(б).
У 1951—1954 роках — завідувач відділу, в 1954—1955 роках — заступник начальника з кадрів, у 1955—1976 роках — заступник начальника Центрального статистичного управління при РМ СРСР.
З 1976 року — персональний пенсіонер союзного значення в Москві.
Помер 26 квітня 1994 року в Москві. Похований на Кунцевському цвинтарі.

## Нагороди
- орден Леніна (1947)
- орден Трудового Червоного Прапора (1960)
- орден Червоної Зірки (1943)
- два ордени «Знак Пошани» (26.07.1939, 31.12.1966)
- медаль «За оборону Москви»
- медаль «За доблесну працю у Великій Вітчизняній війні 1941—1945 рр.»
- медалі